# Sidney Godolphin
 (janvier 2019).
Si vous disposez d'ouvrages ou d'articles de référence ou si vous connaissez des sites web de qualité traitant du thème abordé ici, merci de compléter l'article en donnant les références utiles à sa vérifiabilité et en les liant à la section « Notes et références ».
Sidney Godolphin né le 15 juin 1645 à Breage et décédé le 15 septembre 1712 à St Albans, 1er baron Godolphin de Rialton, puis 1er comte de Godolphin, est l'un des principaux hommes politiques britanniques de la fin du XVIIe et du début du XVIIIe siècle.

## Biographie

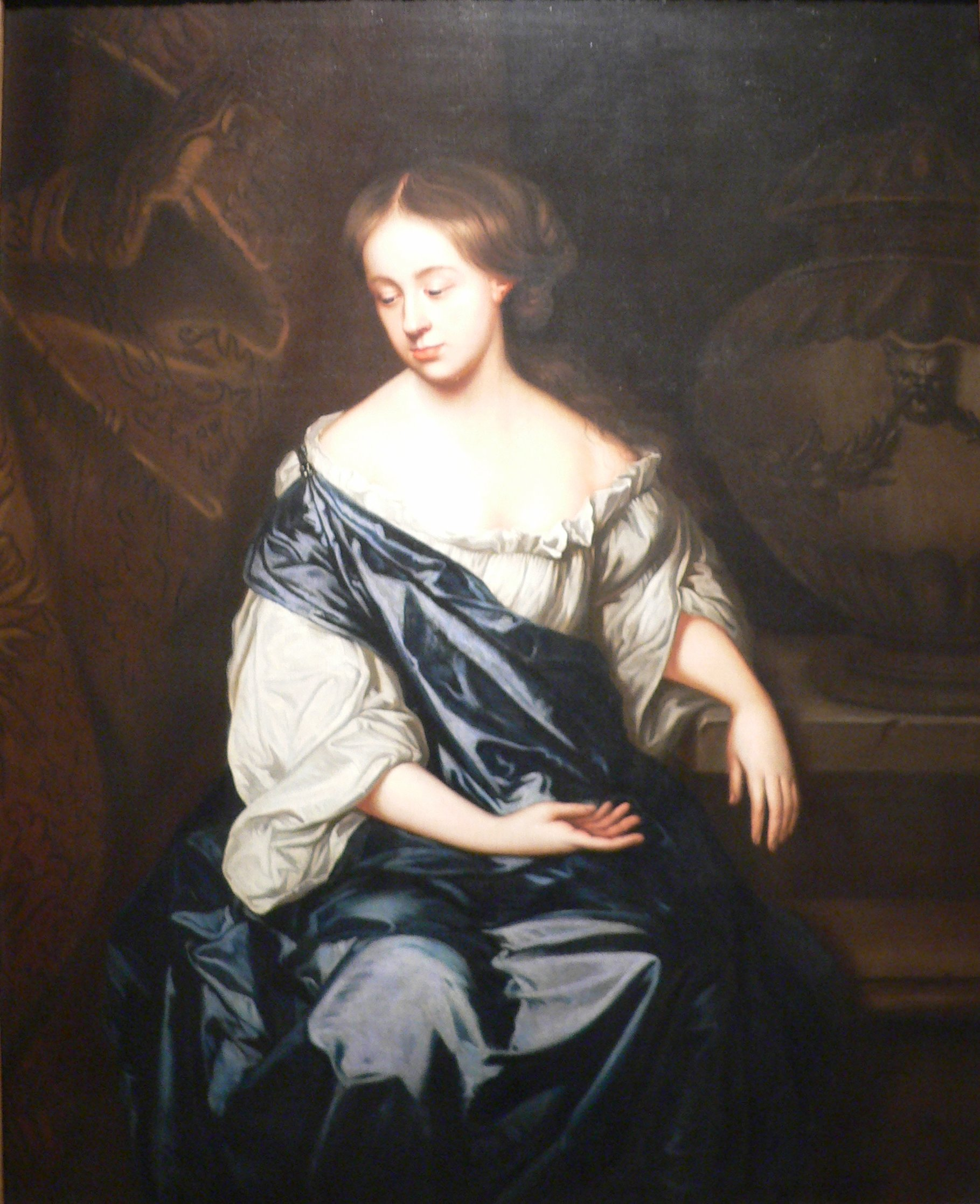
Margaret Blagge, épouse de Sidney Godolphin, peinte par Matthew Dixon

Il descend d'une ancienne famille de Cornouailles. Sous la Restauration, il est introduit dans la Maison royale par le roi Charles II, dont il devient le favori, et il entre à la Chambre des communes comme député d'Helston, en Cornouailles. Pourtant, il intervient peu à la Chambre, et toujours brièvement, acquérant peu à peu une réputation comme son chef, sinon pour sa seule autorité financière. En mars 1679, il entre au Conseil privé, puis, en septembre, est nommé, avec le vicomte de Hyde (futur comte de Rochester) et le comte de Sunderland, à la tête des affaires.
Bien qu'il ait voté l'Exclusion Bill en 1679, il demeure dans le gouvernement après la démission de Sunderland et, en septembre 1684, il est créé baron de Godolphin de Rialton et succède à Rochester comme Premier Lord du Trésor. Après l'accession au trône de Jacques II, il est fait chambellan de la reine, Marie de Modène (1658-1718), et, avec Rochester et Sunderland, jouit des confidences secrètes du roi. En 1687, il est nommé Commissaire du Trésor. Il est membre du Conseil des cinq nommés par le roi Jacques pour le représenter à Londres, quand il rejoint l'armée, après le débarquement de Guillaume d'Orange en Angleterre, et, avec Halifax et Nottingham, il est bientôt nommé commissaire pour négocier avec le Prince. À l'accession sur le trône de Guillaume, bien qu'il n'obtienne que le troisième siège au Conseil du Trésor, il est aux commandes des affaires. Il se retire en mars 1690, mais, il est rappelé en novembre et nommé Premier Lord.
Tout en occupant ce poste, il aurait entretenu, pendant des années, conjointement avec John Churchill, 1er duc de Marlborough, une correspondance secrète avec le roi Jacques II, et l'on dit qu'il lui aurait révélé les secrets de l'expédition tentée contre Brest. Godolphin n'est pas seulement un Tory par tradition, mais semble avoir éprouvé une admiration romantique pour l'épouse de Jacques II. Après la confession de Fenwick en 1696 concernant la tentative d'assassinat de Guillaume III, Godolphin, qui est compromis, offre sa démission; mais, quand les Tories parviennent au pouvoir en 1700, il est à nouveau nommé Lord trésorier et conserve ce poste pendant un an. Bien que n'étant pas un favori de la reine Anne, il est, après son accession au trône, nommé à son ancien poste, suivant les vives recommandations de Marlborough. Il reçoit aussi en 1704 la dignité de chevalier et, en décembre 1706, il est créé vicomte de Rialton et comte de Godolphin.
Bien que Tory, il joue un rôle actif dans les intrigues qui conduisent peu à peu à la domination des Whigs alliés avec Marlborough. Cependant, l'influence de Marlborough auprès de la reine est peu à peu supplantée par celle d'Abigail Masham et Robert Harley, comte d'Oxford, et la fortune de Marlborough et celle de Godolphin sont indissolublement unies. Leurs services inspirent une telle confiance à la nation qu'il leur est possible, pendant un temps, de considérer la perte de la faveur royale comme négligeable, et même, en 1708, d'obtenir l'expulsion d'Harley du gouvernement; mais, après la réaction Tory qui suit la destitution d'Henry Sacheverell, qui a ridiculisé Godolphin sous le nom de Volpone, la reine se sert de cette occasion pour se débarrasser de Marlborough en écartant brutalement Godolphin du gouvernement le 7 août 1710.
Godolphin a dû à ses capacités financières de prendre le pouvoir et de le conserver sous quatre souverains ; il a reçu le soutien de Marlborough principalement parce que celui-ci avait reconnu que la poursuite des guerres étrangères par l'Angleterre réclamait ses capacités en matière financière. On dit qu'il était calme, réservé et prudent, avec un plus grand souci de son propre bien-être que des considérations politiques. Néanmoins, il n'a guère tiré avantage des possibilités d'enrichissement que lui offraient ses fonctions et, malgré son penchant bien connu pour les chevaux de courses, les cartes et les combats de coqs, son train de vie était modeste. Quand il est mort, ses biens ont été évalués à plus de 12 000 livres.
Godolphin s'est marié le 16 mai 1675 avec Margaret Blagge, dame pieuse dont la vie a été racontée par John Evelyn. Elle est morte en couches à la naissance de son unique fils, Francis, en 1678, et Godolphin ne s'est jamais remarié.